# الزين الصباح
الزين صباح الناصر السعود الصباح (1974- )؛ سياسية ودبلوماسية كويتية وأحد أعضاء الأسرة الحاكمة ومنتجة أفلام وكاتبة صحفية ووكيل وزارة الدولة لشؤون الشباب سابقًا في دولة الكويت.

## نبذة عنها
حصلت على بكالوريوس في الصحافة من جامعة بوسطن عام 1996، ثم حصلت على ماجستير في الانتاج من جامعة كاليفورنيا الجنوبية في عام 2003، كما تولت في الفترة من 2002 إلى 2013 منصب رئيس مجلس الإدارة والعضو المنتدب لمجموعة إيغل فيجن الإعلامية، وشاركت في مجال صناعة الأفلام والإنتاج في أمريكا في عام 2008، وشاركت عام 2009 في مهرجان صاندانس السينمائي، كما شاركت في إنتاج فيلم الرحلة إلى مكة، وهو عبارة عن فيلم وثائقي عن رحلة الباحث الإسلامي ابن بطوطة من المغرب إلى المملكة العربية السعودية، كما كانت جزء من فريق عمل إيه بي سي "أخبار العالم الليلة" مع بيتر جينينغز، وقد أصدرت عدد من البرامج الحوارية السياسية لتلفزيون الكويت، كما عملت محررة بقناة بوسطن الأولى، وشاركت أعمالها السينمائية في المحافل العالمية، مثل فيلم أمريكا الذي شاركت في إنتاجه ووصل إلى مهرجان كان السينمائي، وحصل على جائزة النقاد الخاصة.

## المناصب الحكومية
في 13 مايو 2013، تولت منصب وكيل وزارة الدولة لشؤون الشباب في الكويت، المسؤولة عن تطوير السياسات الوطنية التي تدعم الابتكار والمشاركة المدنية وريادة الأعمال بين الشباب الكويتي، ووافق مجلس الوزراء الكويتي في سبتمبر 2016 على تجديد تعيينها في منصبها لمدة أربع سنوات ابتداءً من 20 مايو 2017. في سبتمبر 2018، قدمت استقالتها من منصبها وتمت الموافقة عليها.